# Гудович, Василий Андреевич
Василий Андреевич Гудо́вич (укр. Василь Гудович; 1713 —  21 июня (2 июля) 1764) — последний генеральный подскарбий Войска Запорожского, родоначальник графской ветви малороссийского рода Гудовичей.

## Биография
Василий Андреевич Гудович родился в 1713 году. Его отец Андрей Павлович был бунчуковым товарищем и бакланским сотником, умер в 1734 году. За содействие А. Д. Меншикову в деле Бакланской сотни получил земельные пожалования и стал крупным землевладельцем.
Василий Андреевич Гудович, как и его отец был бунчуковым товарищем, в 1745 году был послан в числе прочих депутатом в Санкт-Петербург с прошением об избрании К. Г. Разумовского гетманом Малороссии. Для депутатов Сенат определил было на содержание их по 10 рублей каждому в месяц; но императрица Елизавета Петровна узнав об этом велела «яко знатным особам и за таким делом прибывшим, по сто рублей в месяц на каждого и от полиции приличную квартиру». На торжестве бракосочетания наследника малороссийские депутаты сидели на почетных местах. Депутатам дали грамоту разрешавшие выборы гетмана, и им были «жалованы собольи шубы, перегни с бриллиантами и по 1000 рублей каждому на проезд».
При содействии гетмана 24 февраля 1760 года Гудович получил уряд генерального подскарбия, а при упразднении гетманства в 1762 году был переименован в тайные советники. В конце жизни влияние старого Гудовича возросло, ибо его старший сын Андрей пользовался покровительством императора Петра III. 9 июня 1762 удостоен ордена Святой Анны 1-й степени.

## Дети
От первого брака, с Анной Петровной Носенко-Белецкой (ум. до 1752), вдовой Ивана Даровского, имел четырёх сыновей и четыре дочери:
- Мария (до 1731—1786) — в замужестве Ширяй.
- Андрей (1731—1808) — генерал-адъютант, в 1762—1796 в отставке, затем генерал-аншеф.
- Иван (1732—1821) — генерал-фельдмаршал, московский генерал-губернатор.
- Василий (старший) — умер в детстве.
- Василий (средний) — умер в детстве.
- Федосья — в замужестве Дунина-Борковская.
- Анна — в замужестве Ожегова.
- Анастасия.

Во втором браке с Марией (Марфой) Степановной Миклашевской имел ещё пятерых сыновей:
- Михаил (1752—1818) — генерал-майор.
- Василий (младший) (1753—1819) — генерал-лейтенант; у него сын Михаил.
- Александр (1754—1806) — генерал-майор, участник штурма Измаила.
- Николай (1758—1841) — генерал-лейтенант.
- Пётр (1759—1821) — действительный статский советник, дежурный генерал Малороссийского ополчения во время Отечественной войны 1812 года.

12 декабря 1809 года пятеро сыновей, которые были ещё живы, были возведены Александром I в графское достоинство.